# アルファロメオ・1750/2000

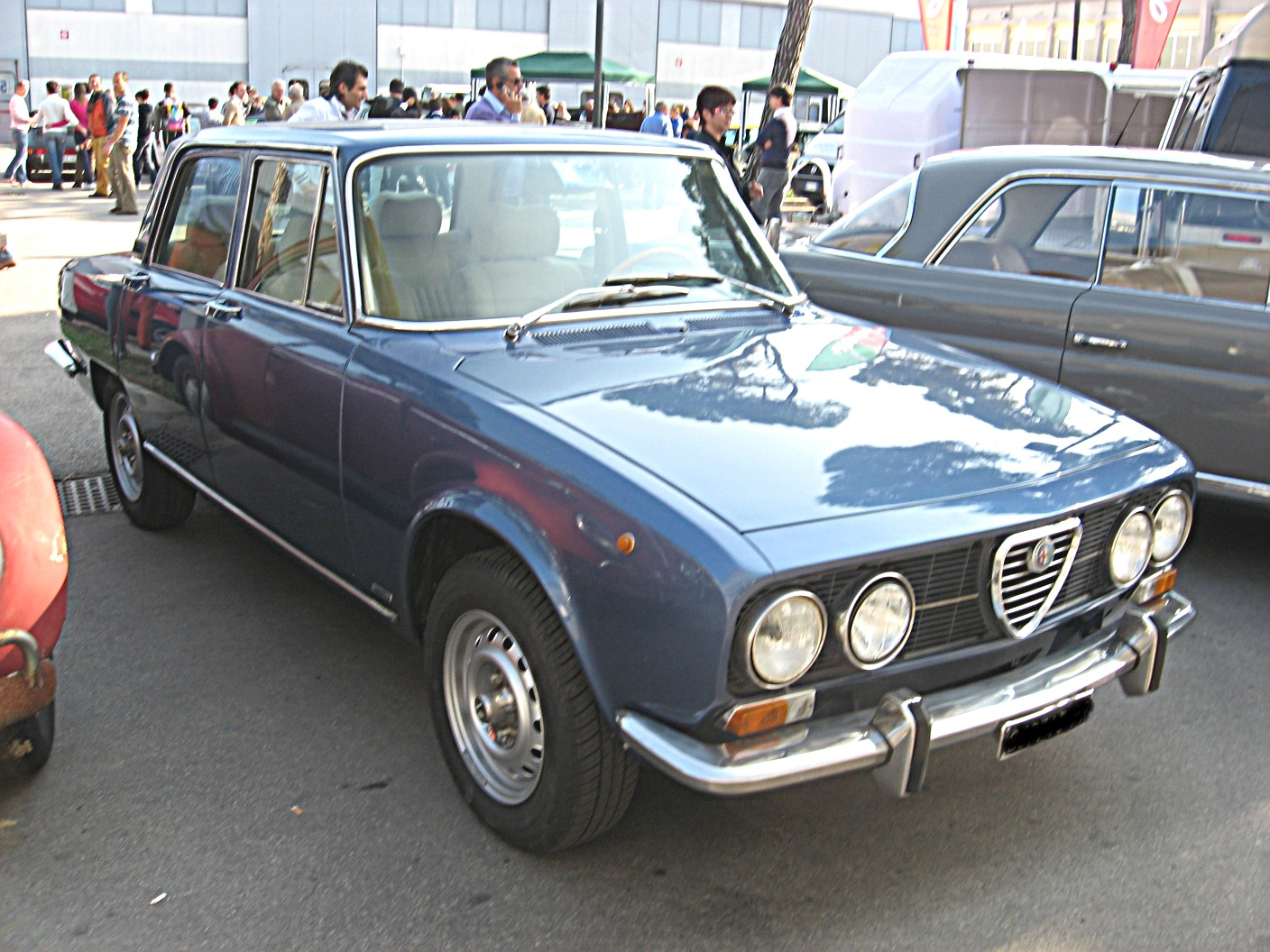
2000ベルリーナ

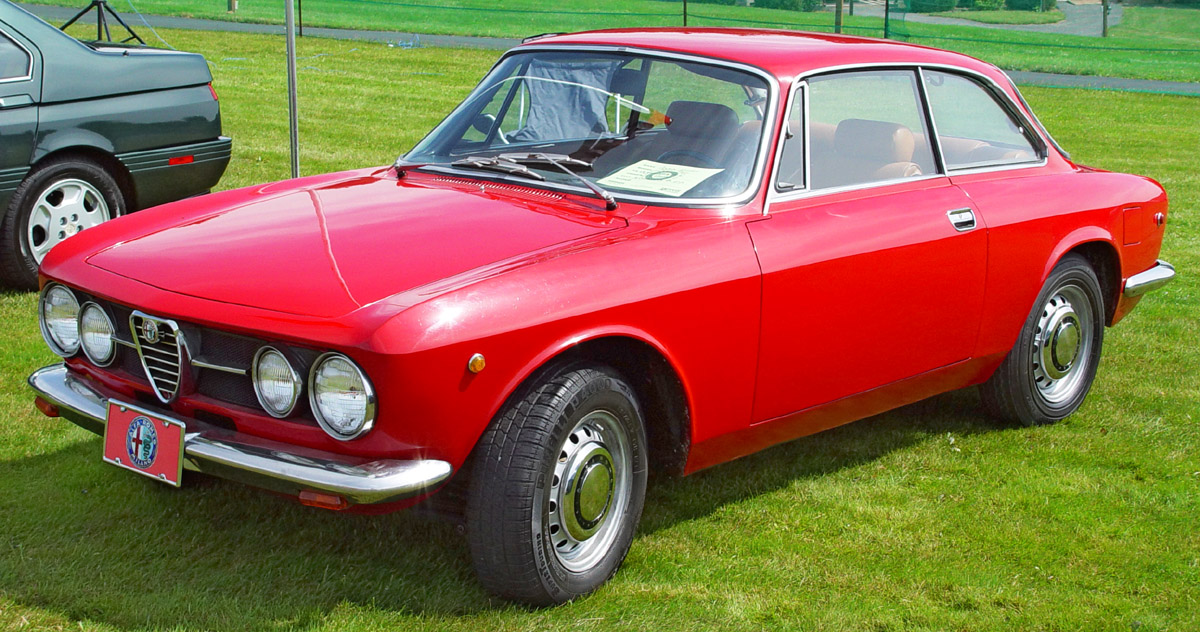
1750GTV(北米輸出仕様)

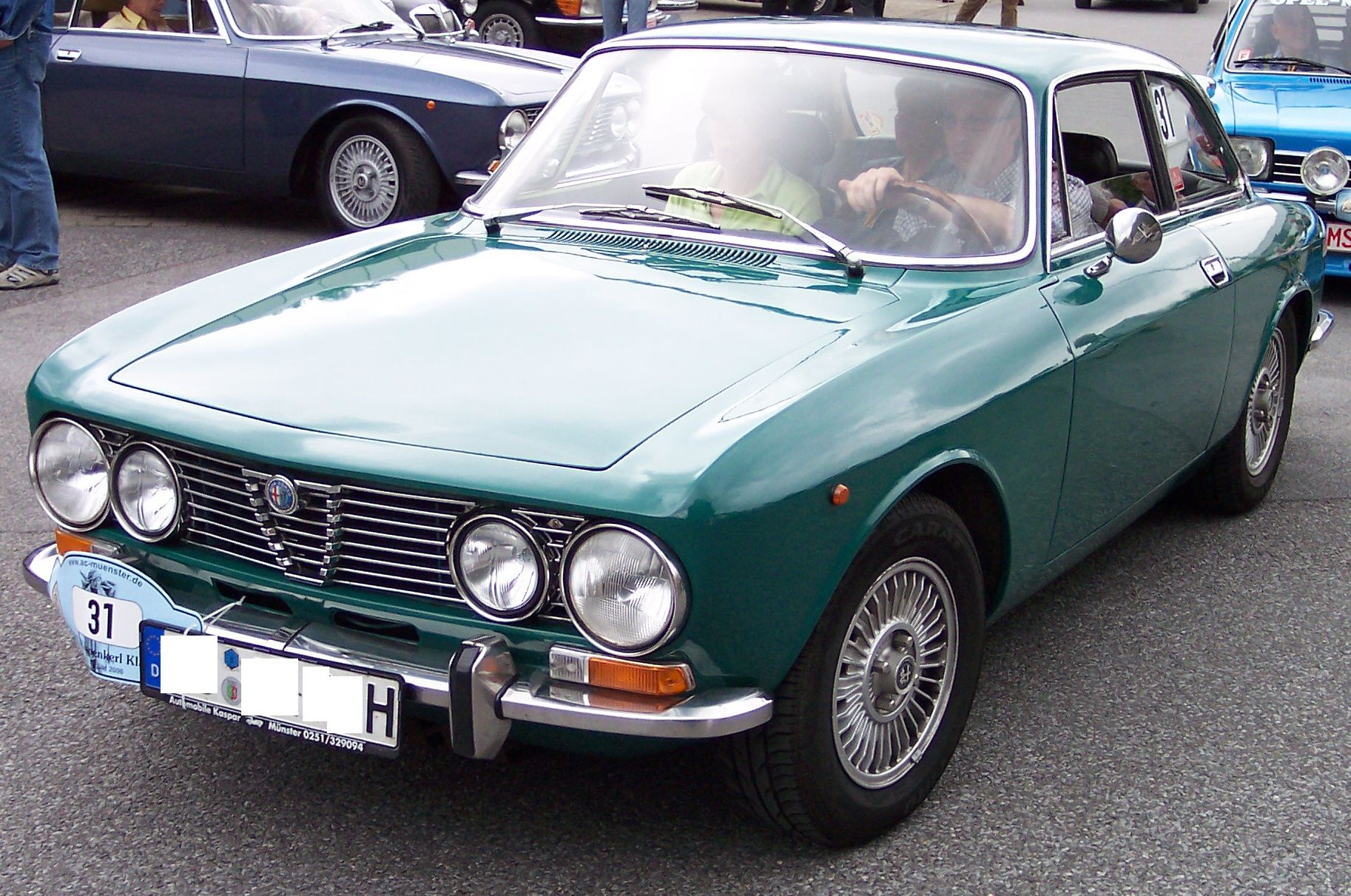
2000(Turbinaアルミホイール付き)

アルファロメオ・1750/2000はイタリアの自動車メーカー・アルファロメオが1967年から1977年まで生産した乗用車である。

## 概要

### 1750
当初はアルファロメオ・1750シリーズとして、ベルリーナ(4ドアセダン)・GTV(2ドアクーペ)・スパイダー(2ドア2座オープン)を揃えて登場した。1750の名はエンジン排気量1,779ccに因んでいるが、1800とはせず1750と名乗ったのは、1930年代の名車・6C1750にあやかったためである。
生産中止となった大型車「2600」に代わり、車格は大きく落とされたものの、アルファロメオのトップモデルとしての役割を果たすべく登場した。構造的にはおおむね、1970年代半ばまで並行生産される1,300～1,600ccクラスのジュリアと共通であった。
車体はベルリーナのみホイールベースが2,350mmに延長され、ベルトーネのデザインによる新しい車体(全長4,390mm・全幅1,565mm)が与えられたが、ウインドウスクリーンをはじめ多くのパーツはジュリアと共通であった。また、ベルリーナとGTVには4灯式ヘッドライトが与えられ、GTVのフロントノーズは従来の「段付き」とは異なる、やがてジュリア系にも採用される新しいデザインであった。スパイダーのみはジュリア系と全く同じボディを用いていた。
インテリアはダッシュボードが新しくされ、大きなタコメーターとスピードメーターがドライバー正面に据え付けられた。GTVのシートはヘッドレスト埋め込み式となった。
1,779ccのエンジンはジュリア1600用エンジンのストロークを82mmから88.5mmに延長したもので、DOHCツインキャブレター付きで118馬力（ベルリーナ）・122馬力(スパイダー・GTV)を発揮した。ジュリア1600と比較すると、最高出力の差はさしたるものではなかったが、レブリミットが7,000rpmから6,000rpmに下げられたことからも明らかなように、低速域での扱いやすさが大いに改善され、高速クルージングも楽に行えるようになっていた。なお排気ガス規制が厳しくなりつつあった北米市場での販売車種は1750シリーズのみに絞られ、SPICA製燃料噴射が装備された。
増加するパワーに対応して、1750にはホイール・タイヤサイズの拡大、リアサスペンションへのロールバー追加、そしてブレーキ性能の強化が施され、ロードホールディングや制動力を改善していた。
1970年にはマイナーチェンジを受けて「シリーズ2」となり、ブレーキが二系等式となり、従来床から生えていたペダルが吊り下げ式となった(右ハンドル車は従来通り)他、GTVのバンパーが細いものに変えられ、フロントウインカーはバンパー上部から車体に移された。
1971年にはベルリーナにZF製3速オートマチック付きが追加されたが、シフトショックが大きく、ギアレシオがエンジン特性にマッチしておらず性能・燃費に悪影響が大きかったこともあって、生産台数は250台前後と極めて少なかった。
1972年に新しいアルフェッタ1.8ベルリーナ及び2000GTV・スパイダーに後を譲って生産中止されるまでに、約10万台のベルリーナと44,269台のGTVが生産された。

### 2000
1971年 に登場したアルファロメオ・2000シリーズは、1750のエンジンのボア・ストロークをともに拡大して1,962ccとし、最高出力を132馬力に高めたモデルである。ベルリーナでも最高速度200km/h・0-100km/h加速9秒という当時としてはかなりの高性能車となった。ギアボックスは5速マニュアルで、ベルリーナにのみ引き続きZF製3速オートマチックが選択可能であった。北米向け輸出車にはSPICA製燃料噴射が引き続き装備された。
1750との外観上の主な相違はフロントグリルで、ベルリーナのグリルは1750のもの横線が細かくなり、GTVには伝統の盾形センターグリルのモチーフを横線のグリル内にデザイン化した新しい意匠のグリルが与えられた。 GTVのテールライトは対米輸出用の1750GTVの後期モデルに先行使用されていた大型のものに変更された。スパイダーは1750時代同様、1300/1600との外観上の相違はテールのエンブレムだけであった。
2000ではホイールキャップが廃止されて、美しいデザインのホイールが露出されるようになり、GTVのダッシュボードではメーター類が全てドライバー前のクラスターに集約された。また、モントリオールと同じ"Turbina" と呼ばれるアルミホイールがベルリーナ・GTVともにオプションで用意された。
1976年にアルフェッタに2000GTVモデルが登場したことにより2000GTVが消滅、翌年アルフェッタ2000ベルリーナが登場したことを受けて、2000ベルリーナが生産終了となった。2000ベルリーナは89,840台、2000GTVは37,459が生産された。一方、2000スパイダーのみは1990年代半ばまで継続生産された。

### ラリー競技
FIAによりそれまでの国際ラリーをシリーズ戦として取りまとめるWRCが制定される1973年以前よりサファリラリー等へジュリア、アルフェッタ、1750GTV等での参戦から制定後はGr.1での2000GTVへのスイッチにより、ラリー・モンテカルロ、1000湖ラリー、ツール・ド・コルスへ投入される。ポイントもそれ程コンスタントにゲットできる範囲ではなかったものの翌1974年よりアルフェッタもエントリーに加えられていく。
1975年、モンテカルロGr.1でギ・フレクランの2000GTVがクラス優勝するとアクロポリス・ラリーよりアルフェッタ、アルフェッタGTとスッドtiへバトンタッチしていくとアルフェッタでのポイントゲットが目立っていく。1976年にもベルナール・ベガンのGr.1エントリーの2000GTVで優勝する。1977年、2000GTVでのエントリーはモンテカルロまでとなった。

### 日本への輸出
当時の輸入総代理店伊藤忠オートによって多数の1750/2000が日本に輸入された。大半が右ハンドル車でフェンダーミラーも装備され、日本の路上でも使いやすい仕様であった。当時のライバル車はBMW・1800/2000(4ドア)・2002tii(2ドア)であったが、この時代はまだ販売面ではアルファロメオがBMWよりも優勢であった。
1970年代半ばのアルフェッタの時代になると、イタリア車が粗悪な品質の鋼板を用いるようになり、車体からの発錆問題が深刻化すると形勢は逆転し、アルファロメオのイメージは急速に低下して行く。